# Lamberto Martellotti
Lamberto Martellotti (Terni, 3 maggio 1940 – Fano, 31 dicembre 2014) è stato un politico italiano.

## Biografia
Funzionario del Partito Comunista Italiano dagli anni Sessanta, prima a Terni e poi a Pesaro. 
È stato consigliere comunale a Fano ininterrottamente dal 1964 al 1985, ricoprendo anche l'incarico di assessore all’Urbanistica dal 1970 al 1975. Nel PCI è stato membro della segreteria regionale marchigiana dal 1975 al 1983 e segretario provinciale della Federazione di Pesaro dal 1978 al 1983.
Viene eletto alla Camera dei Deputati nel 1983 con il PCI nella Circoscrizione Ancona-Pesaro-Macerata-Ascoli Piceno, restando a Montecitorio fino al termine della Legislatura nel 1987.
È stato segretario regionale di Confesercenti delle Marche dal 1988 al 2000 e membro della presidenza nazionale della stessa associazione di categoria. Successivamente è stato presidente dell'Associazione nazionale centro sociali comitati anziani e orti (Anescao).
Si è spento a Fano la sera di San Silvestro del 2014, aveva 74 anni.